# Ramillete de Riolano
El ramillete de Riolano o cortina estílea es un conjunto de ligamentos y músculos originados en la apófisis estiloides temporal que separan los espacios preestíleo (donde se localiza la glándula parótida, la arteria carótida externa y la vena yugular externa) y retroestíleo (donde se encuentran la arteria carótida interna, la vena yugular interna y los nervios craneales IX, X, XI y XII).
Los elementos que lo componen son los músculos estilohioideo, estilogloso y estilofaríngeo y los ligamentos estilomandibular y estilohioideo.